# Parlamentswahl in Lesotho 2007
Die Parlamentswahl in Lesotho 2007 fand am 17. Februar im Königreich Lesotho statt. Gewählt wurde die Nationalversammlung, die den Premierminister und damit die Regierung wählt.

## Ausgangslage
Seit 1998 hatte Bethuel Pakalitha Mosisili das Amt des Premierministers inne. Er gehörte dem Lesotho Congress for Democracy (LCD) an, den er als Abspaltung von der Basutoland Congress Party (BCP) gegründet hatte. Im Oktober 2006 hatte Tom Thabane mit 17 weiteren LCD-Abgeordneten die Fraktion verlassen und der All Basotho Convention (ABC) gegründet, so dass Mosilisis Partei nur noch 61 von 120 Parlamentariern stellte. Mosisili bat daraufhin König Letsie III., einige Monate vor dem regulären Termin im Mai Neuwahlen anzusetzen. Am 24. November 2006 wurde der Neuwahltermin bekanntgegeben. Neben dem LCD und der ABC traten unter anderem die National Independent Party (NIP), die dem LCD nahestand, die ABC-nahe Lesotho Workers’ Party (LWP) (die jeweils als ihre Eulen-Listen fungierten), die früheren Regierungsparteien BCP und Basotho National Party (BNP) sowie die linksstehende Popular Front for Democracy (PFD) und die dem Königshaus nahestehende Marematlou Freedom Party (MFP) an. Die ebenfalls aus der BCP hervorgegangenen Parteien Lesotho People’s Congress (LPC) und Basutoland African Congress (BAC) hatten sich zur Alliance of Congress Parties (ACP) zusammengeschlossen.
Seit 2002 wurden neben 80 Direktkandidaten 40 Listenkandidaten gewählt, die Parteien angehören, die nach Direktmandaten – auf die Zahl von 120 Abgeordneten berechnet – unterproportional vertreten sind. Nach einer Initiative Mosilisis vom Mai 2006 sollte der Frauenanteil der Kandidaten erhöht werden.
Die Sitzverteilung nach den Wahlen 2002 war wie folgt: LCD 79 (alle direkt gewählt), BNP 21, NIP 5, LPC 5, BAC 3, BCP 3, LWP, PFD, MFP und National Progressive Party (NPP) je 1 Sitz.
916.230 Wahlberechtigte wurden vor den Wahlen registriert.

## Ablauf
Zur Wahl standen Kandidaten in den 80 Wahlkreisen sowie Politiker auf Wählerlisten für die übrigen 40 zu vergebenen Sitze. Jeder Wähler hatte zwei Stimmen. Der LCD und die ABC appellierten an die Wähler. mit der Zweitstimme die NIP bzw. LWP zu wählen. Die Wahl fand am 17. Februar 2007 (Sonnabend) statt. Die Wahlen wurden von Vertretern der SADC beobachtet. Die Auszählung der Wahlkreise dauerte mehrere Tage.

## Ergebnis
Die Wahlkreisabgeordneten stammen aus drei Parteien: 62 vom LCD, 17 von der ABC und ein Abgeordneter von der ACP. Über Parteilisten wurden folgende Abgeordnete gewählt: NIP 21, LWP 10, BNP 3, ACP, PFD, Basotho Batho Democratic Party (BBDP), BCP, Basotho Democratic National Party (BDNP) und MFP je 1. Der 62. Sitz des LCD stand erst nach einer Nachwahl am 30. Juni 2007 fest, nachdem ein Kandidat im Wahlkreis Makhaleng gestorben war.
Damit stellten LCD und die verbündete NIP zusammen 83 der 120 Mandate. Rund 29 Prozent der Abgeordneten waren Frauen, deutlich mehr als vorher.
442.963 Personen (50,2 % der Wahlberechtigten) nahmen an der Wahl teil.

## Folgen
Mosisili konnte nach dieser Wahl weiterhin Premierminister bleiben. Tom Thabane und andere Oppositionsführer kritisierten die langsame Auszählung und die Entscheidungen der Wahlkommission in einigen Wahlkreisen. Thabane bezeichnete die Wahl als „frei, aber nicht fair“, während die SADC-Vertreter keine Einwände hatten.